# M-12
La autopista M-12 o Eje Aeropuerto es una autopista con tramos de peaje de acceso al Aeropuerto de Madrid-Barajas, con una longitud de 9,4 km, uniendo la A-1 (a la altura de Alcobendas y San Sebastián de los Reyes) y la M-40 (junto al parque Juan Carlos I y los IFEMA). La concesionaria de la autopista es la Sociedad Estatal de Infraestructuras del Transporte Terrestre (SEITT), organismo dependiente del Ministerio de Transportes y Movilidad Sostenible.

## Detalles
La autopista discurre bajo el parque de Juan Carlos I mediante un túnel de 1,8 kilómetros de longitud.
La M-12 se inauguró el 16 de junio de 2005. La concesionaria de la autopista, por un periodo de 25 años, fue Autopista Eje Aeropuerto Concesionaria Española S.A. de Obrascón Huarte Lain, S.A.
Según datos publicados por el Ministerio de Transportes, Movilidad y Agenda Urbana, la intensidad media diaria (IMD) en 2013 fue de 17.884 vehículos diarios, un 2,3 % menos que en 2012. La cifra más alta de intensidad circulatoria se alcanzó en 2008 con 20.134 vehículos diarios, registrando desde entonces descensos anuales. El tráfico promedio de camiones se situó en 2013 en 589 vehículos pesados diarios, con un aumento de un 3,9 % sobre las cifras de 2012.
Tras la quiebra de la sociedad concesionaria Autopista Eje Aeropuerto Concesionaria Española S.A. de OHL y el consecuente rescate público, la concesión de la autopista pasó a corresponder el 14 de abril de 2018 a la Sociedad Estatal de Infraestructuras del Transporte Terrestre (SEITT), organismo dependiente del Ministerio de Fomento.

### Peajes
La tarifa de peaje es única independientemente del recorrido realizado. Tras la quiebra de la sociedad concesionaria, el Ministerio de Transportes, Movilidad y Agenda Urbana, ha aplicado las nuevas tarifas de peaje, a partir del 15 de enero de 2019. Desde medianoche hasta las 6 de la mañana toda la autopista está libre de peajes. Fuera de este horario los vehículos ligeros abonan 0,50 € (Peaje Alcobendas) o 0,95 € (Peaje Barajas) y los pesados entre 0,70 y 1,85 € (impuestos incluidos).
Los tramos de peaje son el paso por el túnel en ambos sentidos y, además, en sentido M-40 la salida 7 a la R-2 y a la terminal T-4 y la salida a la M-11. 
Hay otra alternativa gratuita para llegar a la T-4: Es la que utiliza la mayor parte del público.

## Nomenclatura
Esta autopista se denomina así porque es el segundo acceso desde la ciudad de Madrid al Aeropuerto de Madrid-Barajas.

## Tramos
| Denominación | Tramo                                             | km  | Año servicio |
| ------------ | ------------------------------------------------- | --- | ------------ |
| M-12         | Alcobendas A-1 - Avenida de Logroño (Madrid) M-40 | 9,4 | 2005         |

## Trazado
| Elemento | Nombre de Salida (sentido A-1)/Ver de arriba-abajo | Número de Salida | Nombre de Salida (sentido M-40)/Ver de abajo-arriba | Carretera que enlaza |
| -------- | -------------------------------------------------- | ---------------- | --------------------------------------------------- | -------------------- |
|          | M-40 Avda. de Logroño                              |                  | M-40 Avda. de Logroño                               | M-40                 |
|          | Túnel M-12                                         | -                | Túnel M-12                                          |                      |
|          | M-11                                               | -                | M-11                                                | M-11                 |
|          | Peaje                                              | -                | Peaje                                               |                      |
|          | Terminal T-4                                       | 3                | M-13 Terminales T-1, T-2, T-3. Barajas              | M-13                 |
|          | Terminal T-4                                       | 4                | Área de Servicio Valdebebas                         |                      |
|          | R-2                                                | 7                | R-2                                                 | R-2                  |
|          | M-50 La Moraleja                                   | 8-9              | M-50 La Moraleja                                    | R-2 M-110            |
|          | A-1 Alcobendas                                     |                  | A-1 Alcobendas                                      | A-1                  |